# Александър Обрешков
Александър Тодоров Обрешков – Санко е български режисьор и сценарист.

## Биография
Роден е в град София на 10 февруари 1935 г. През 1959 г. завършва ХТИ в родния си град със специалност инженер-химик.
Има специални интереси в областта на приложните изкуства. Участвал е в три общи художествени изложби за приложно изкуство на СБХ.
От 1964 г. е работил като художник на договори в Българска телевизия, в Студия за хроникални и документални филми, в Студия за мултипликационни филми (т.нар. „Мултфилм“, после Студия за анимационни филми – САФ), в Студия за научнопопулярни филми (СНПФ). От 1967 е режисьор в СНПФ, а от 1974 в Студия за игрални филми (СИФ), по-късно СИФ „Бояна“. През 80-те години е бил режисьор и в Студия за телевизионни филми „Екран“.
Член е на Съюза на българските филмови дейци (СБФД).

## Филмография
Документални, научнопопулярни и рекламни филми
- „Свръхчисти метали“ (1968, научнопопулярен) – сценарист и режисьор
- „Математика навсякъде“ (1968, научнопопулярен) – режисьор
- „Ямболен“ (1968, научнопопулярен, документален) – сценарист и режисьор
- „Баскетбол“ (1969, научнопопулярен, документален) – сценарист и режисьор
- „Атомни спектри“ (1969, научнопопулярен) – сценарист и режисьор
- „Тайната на цвета“ (1969, научнопопулярен) – сценарист и режисьор
- „По-близо до“ (1970, научнопопулярен) – сценарист и режисьор
- „Цвят и психика“ (1970, научнопопулярен) – сценарист и режисьор
- „Акумулатори“ (1970, научнопопулярен, документален) – режисьор
- „Една съвременна музика“ (1971, документален за джаза) – сценарист и режисьор
- „Изпитание“ (1971, документален) – сценарист и режисьор
- „Спектрална емисия на водорода“ (1972, научнопопулярен) – режисьор
- „Трявна“ (1972, документален) – режисьор
- „Нападащите молекули“ (1972, научнопопулярен) – сценарист и режисьор
- „Архитектура и отдих“ (1972, документален) – сценарист и режисьор
- „Когато времето е наше“ (1972, научнопопулярен) – сценарист и режисьор
- „Възможното – невъзможно“ (1973, научнопопулярен) – сценарист и режисьор
- „Екскурзоводът“ (1973, документален) – сценарист и режисьор
- „София“ (1975, документален) – режисьор
- „Българска химическа промишленост“ (1975, документален) – сценарист и режисьор
- „В полето на самотата“ (1975, научнопопулярен, документален) – сценарист и режисьор
- „Манастирите в България“ (1976, документален) – сценарист и режисьор
- „Български майстори“ (1978, документален) – сценарист и режисьор
- „Един хотел – един град“ (1979, документален) – сценарист и режисьор
- „Откривателят“ (1979, документален за Леонардо да Винчи) – сценарист и режисьор
- „Слънчеви ласки“ (1983, научнопопулярен) – сценарист и режисьор
- „Пирински край“ (1983, документален) – сценарист и режисьор
- 5 рекламни филмчета за „Фармахим“ (1983) – сценарист и режисьор
- „Страшен ли е страхът“ (1984, научнопопулярен) – сценарист и режисьор
- „С кораб по Дунав“ (1984, документален) – сценарист и режисьор
- „Електродъгово заваряване“ (1985, научнопопулярен, документален) – сценарист и режисьор
- „Заваряемост на стоманите“ (1985, научнопопулярен, документален) – сценарист и режисьор
- „Съвременни приспособления за заваряване“ (1985, научнопопулярен, документален) – сценарист и режисьор
- „Песен за дървото“ (1986, документален за дървената архитектура в Полските Високи Татри) – сценарист и режисьор
- „Спомен от вековете“ (1986, документален) – сценарист и режисьор
- „Познавате ли България“ (1986, документален) – сценарист и режисьор
- „Юбилей“ (1988, документален за Бутово) – сценарист и режисьор
- „Градове музеи“ (1988, документален) – сценарист и режисьор
- „Море с диагноза“ (1991, документален, за БНТ) – сценарист и режисьор
- „Сан Диего“ (1993, документален, за БНТ) – сценарист и режисьор
- „Пустинята Мохаве“ (1993, документален, за БНТ) – сценарист и режисьор
- „Един град на колела“ (1993, документален, за БНТ) – сценарист и режисьор
- „Морски свят“ (1993, документален, за БНТ) – сценарист и режисьор
- „Адвокат по-малко, политик повече“ (1994, документален за Никола Мушанов, за БНТ) – сценарист и режисьор
- „Хора като нас“ (1995, документален, за Белгийската телевизия) – сценарист и режисьор

Игрални филми
- „Този истински мъж“ (1975, игрален) – режисьор, по сценарий на Иван Остриков
- „Бъди благословена“ (1978, игрален) – режисьор, по сценарий на Кирил Топалов
- „Непълнолетие“ (тв, 1981, игрален) – режисьор и художник, по сценарий на Вера Мутафчиева
- „Цветове на изгрева“ (1987, игрален телевизионен, три серии, за БНТ) – режисьор, по сценарий на Димитър Гулев

## Награди и отличия
- 1968 – Фестивал на научнопопулярните филми във Велинград – специална награда за филма „Свръхчисти метали
- 1969 – Преглед на спортните филми в София – най-добър спортен филм за филма „Баскетбол“
- 1970 – Фестивал на научнопопулярните филми във Велинград – награда на ДКМС за филма „Тайната на цвета“
- 1970 – Фестивал на научнотехническите филми в Русе – втора награда за филма „По-близо до точността“
- 1971 – Варненски фестивал – награда за най-високо постижение в научнопопулярните филми за филма „Цвят и психика“
- 1971 – Фестивал на научнопопулярните филми във Велинград – първа награда за филма „Цвят и психика“
- 1972 – Световен фестивал за архитектурни филми Варна – първа награда за филма „Когато времето е наше“
- 1973 – Фестивал на научнопопулярните филми във Велинград – награда на журито за филма „Когато времето е наше“
- 1973 – Международен фестивал на спортните филми в Кортина д'Ампецо – втора награда и сребърен медал за филма „Изпитание“
- 1973 – Международен фестивал Белгия – диплом за филма „Когато времето е наше“
- 1973 – Международен фестивал Бланкенберге, Белгия – специална награда за особени постижения за филма „Цвят и психика“
- 1975 – Международен фестивал на червенокръстките и здравни филми, Варна – първа награда за сценарий на филма „В полето на самотата“
- 1975 – Фестивал на научнопопулярните филми във Велинград – първа награда за филма „В полето на самотата“
- 1975 – Международен филмов фестивал Сан Себастиан, Испания – специално отличие за филма „Този истински мъж“
- 1978 – Международен фестивал на късометражните филми Брюксел, Белгия – първа награда за филм на фолклорно тема за „Български майстори“
- 1979 – Международен фестивал на червенокръстките и здравни филми, Варна – специална награда на международната лига на Червения кръст за филма „Бъди благословена“
- 1979 – ХХ Фестивал на неореалистичното кино, Авелино, Италия – награда „Златен Лачено“ за филма „Бъди благословена“
- 1979 – Международен фестивал Карлови Вари (кинофестивал), чехия – втора награда за документален филм за „Български майстори“
- 1881 – Международен филмов фестивал Хихон, Испания – диплом – филмът „Непълнолетие“ е обявен за един от петте най-добри филми на детско-юношеска тематика.
- 1985 – Международен фестивал Карлови Вари, чехия – награда „Златен Меркурий“ за туристически филм за „С кораб по Дунав“
- 1987 – Награда Кианчано (Premio Chianciano), Италия за филма „Цветове на изгрева“
- 1992 – Фрайбургер филм форум (freiburger film forum), Фрайбург, Германия – диплом за филма „Море с диагноза“
- 1992 – Международен фестивал за документални филми Cinéma du Réel, Париж – диплом за филма „Море с диагноза“

- Орден „Кирил и Методий“ I степен (1985)